# Río Sébé
El Sébé o Sebe es un río de Gabón, afluente del río Ogooué. Es el río que pasa por la villa de Okondja, en la provincia de Haut-Ogooué, y da nombre al departamento de Sébé-Brikolo. Sus principales afluentes son el río Loula y el río Lebiri.
Nace en el este del país, muy cerca de la frontera con la República del Congo. En casi todo su recorrido atraviesa la provincia de Haut-Ogooué, pasando primero cerca de Onga y más tarde junto a Okondja. La desembocadura se produce en la provincia de Ogooué-Lolo, unos 50 km al sureste de Lastoursville.